# 斯洛博丹·戈尔迪奇
斯洛博丹·戈尔迪奇（羅馬化：Slobodan Gordić，1937年9月28日—），塞尔维亚前男子篮球运动员。他曾代表南斯拉夫国家队参加1960年和1964年夏季奥林匹克运动会篮球比赛。